# شینگو کونیدا
 شینگو کونیدا (انگلیسی: Shingo Kunieda؛ زادهٔ ۲۱ فوریهٔ ۱۹۸۴) یک تنیس‌باز اهل ژاپن است.